# Galerumaea
Galerumaea là một chi bọ cánh cứng trong họ Chrysomelidae.
Chi này được miêu tả khoa học năm 1949 bởi Hincks.

## Các loài
Các loài trong chi này gồm:
- Galerumaea albofasciata (Baly, 1886)
- Galerumaea dimidiata (Guerin, 1844)
- Galerumaea fasciata (Baly, 1886)
- Galerumaea flavipennis (Baly, 1886)
- Galerumaea fulvicollis (Jacoby, 1894)
- Galerumaea interrupta (Jacoby, 1904)
- Galerumaea pulchra (Baly, 1865)
- Galerumaea viridiornata (Jacoby, 1894)